# Lengua románica común unificada
La lengua románica común unificada (en románica: lingua romanica commun unificata) también conocida como romanica o interlingua románica; es una lengua construida, iniciada por Josu Lavin el 15 de mayo de 2001 con la intención de unificar a los hablantes de las lenguas románicas. Está basada en interlingua de IALA, de la cual a menudo es comparada como una  variante, considerando que tiene muchos menos hablantes que Interlingua. Actualmente no se conoce ningún periódico ni conferencia en la lengua; toda la actividad parece guiarse por internet.

## Gramática
Después de la caída del Imperio Romano, los varios dialectos del latín vulgar comenzaban a divergir, y finalmente llegaron a ser lenguas mutuamente incomprensibles, ahora conocidas como las lenguas románicas o romances. Las estructuras gramaticales y los vocabularios de estas lenguas son todavía muy similares.
Como Interlingua, Románica extrae los elementos comunes de estas lenguas y forma una lengua completa, fácilmente comprensible por cualquiera que conozca una de las lenguas fuente. Pero Románica retiene una gramática mucho más compleja que la de Interlingua, por ejemplo con género gramatical, con concordancia entre sustantivos y adjetivos, y con conjugación de los verbos con respecto a persona y número. Los proponentes de Románica miran esta gramática como más natural para los hablantes de las lenguas románicas que la de Interlingua, y dicen que el estudio de Románica facilita en gran manera el estudio posterior de cualquier lengua románica.

## Vocabulario
El vocabulario de Románica se encuentra esencialmente en el IED (Interlingua-English Dictionary), publicado por la IALA en 1951, y usado como la base de la lengua internacional Interlingua. Por consiguiente, Románica se parece mucho a Interlingua en múltiples aspectos. No obstante, sus defensores dicen que Románica es una lengua distinta en su propio derecho, y no solamente una variante de Interlingua de IALA. Simplemente se podría pensar en Románica como el denominador común de las lenguas descendientes del latín vulgar.
Pero de hecho, el vocabulario de Románica (esencialmente casi idéntico al de Interlingua) está basado en el grecolatino latente como existente en todas las lenguas de Europa, y retiene ergo su carácter "docto" e internacional con múltiples palabras de forma distintamente latina y no románica. Un ejemplo es "tempore", se esperaría "tempo" en un vocabulario basado exclusivamente en las lenguas románicas. En adición, algunas palabras frecuentes en Románica, como "et", "aut", "est" ("e", "o", "es"), han sido prestadas directamente del latín clásico; irónicamente es Interlingua el que usa las románicas evolucionadas. El aspecto interrománico promovido por los adherentes de Románica existe por tanto principalmente en su gramática.